# O čёm eščё govorjat mužčiny
O čёm eščё govorjat mužčiny (О чём ещё говорят мужчины) è un film del 2011 diretto da Dmitrij D'jačenko.

## Trama
I personaggi trascorrono quasi tutto il capodanno parlando di donne, di quanto sia difficile comunicare con chi ha 20 anni meno di te, di come lasciare correttamente la tua padrona e di come prevenire i tipici errori grammaticali.